# 松原光彦
松原 光彦（まつばら みつひこ、1933年6月11日 - ）は、日本の建築材料・建築工学者。大阪工業大学工学部建築学科元助教授。工学修士。元建築学教室担当。岐阜県出身。
専門は、建築材料・建築生産、建築構造・コンクリート工学。

## 略歴
大阪工業大学工学部建築学科卒業。1957年同大学工学部建築学科助手、建築学教室担当。その後、講師を経て（工学修士）、1995年同学科助教授。1997年大阪工業大学退官。
大阪工業大学工学部建築学科にて40年の長きに渡り教鞭を執り、建築材料・建築生産・建築構造の研究育成に貢献した。
主な所属学会は、日本建築学会、日本材料学会、日本コンクリート工学協会。

## 主な研究
- 鉄筋コンクリート造集合住宅の劣化調査(材料・施工)[3]
- モルタル中の鋼材腐食に及ぼす塩分の影響 : 建築材料[4]
- 通電によるイオンの移動とコンクリートに及ぼす影響に関する基礎的研究
- 炭酸化がコンクリート中の塩化物の挙動および細孔構造に及ぼす影響 - 大和ハウス工業との共同研究
- 現場打ちコンクリート強度のバラツキの実態：建築材料・建築生産[5]
- 亀裂増加とその原因についての考察：建築構造[6] - 瀧本義一・鈴木豊朗との共同研究
- 鉄筋コンクリート造校舎の竣工当時(昭和5〜6年)の亀裂と20数年経過後の亀裂比較調査報告[7]